# Соколов, Василий Викторович
Василий Викторович Соколов (10 января 1938 года, с. Усть-Барга, Красноярский край — 10 марта 2016 года, Абакан, Республика Хакасия) — советский, российский театральный деятель, режиссёр, артист. Награжден знаком ВЦСПС «За достижения в самодеятельном искусстве» (1978). Лауреат премии Президента РФ по поддержке российских театральных инициатив Совета по культуре и искусству при Президенте Российской Федерации (2010).

## Биография
Впервые сыграл на сцене в школьные годы в спектакле «Не все коту масленица» по А. Островскому. После окончания Минусинского культурно-просветительного училища руководил драматическими кружками. В 1964 году поступил на заочное режиссёрское отделение Высшего театрального училища имени Б. В. Щукина. Диплом режиссёра защитил постановкой спектакля по Т. Уильямсу в Минусинском драматическом театре (1969), где и остался работать. Преподавал режиссуру в Минусинском культпросветучилище.
В 1973—1983 годах — режиссёр Усть-Абаканского народного театра. Спектакль «Последний срок» по В. Распутину — лауреат хакасского областного (1975), краевого (1976), Всероссийского (Чита, 1976), Всесоюзного (Москва, 1977) фестивалей. В 1976—2001 годах — главный режиссёр театра «Рампа». Спектакль «Гамлет» — лауреат фестивалей самодеятельного творчества: хакасского областного, красноярского краевого, всероссийского, всесоюзного, международного «Театральные опыты». За эту постановку занесён в международную энциклопедию «Кто есть кто в науке, технике и культуре».
Спектакль «Синие кони на красной траве» М. Шатрова — лауреат Всесоюзного смотра самодеятельного художественного творчества, посвященного 40-летию Победы советского народа в Великой Отечественной войне. (1985). Спектакль «Реквием» (1990) — лауреат Всероссийского (Улан-Удэ, 1990) и Всесоюзного (Калуга, 1992) фестивалей самодеятельного творчества Всего им поставлено более 80 спектаклей на любительской и профессиональной сцене в театрах Минусинска, Томска, Красноярска, Абакана. Автор двух телевизионных фильмов (ГТРК «Хакасия»): «В чаще» (1995), «Музгарко» (2000).
В начале 2000-х годов создал театр-студию «Красный квадрат», где работал до последних дней жизни.

## Награды
- Знак ВЦСПС «За достижения в самодеятельном искусстве» (1978);
- Премия президента РФ по поддержке российских театральных инициатив совета по культуре и искусству при президенте Российской Федерации (2010).